# Club Deportivo Atlas
El Club Deportivo Atlas es una organización deportiva de fútbol de la república de Honduras, fundado en 1963 en la ciudad de Santa Rosa de Copán y que actualmente se encuentra en las ligas menores de fútbol profesional hondureñas.

## Fundación
El Club Deportivo y Social Atlas fue fundado el 7 de junio de 1963 por el señor José Joaquín Urquía García (1917-2002), hombre ejemplar, visionario e inspirador que además fundo un equipo de Básquetbol exclusivo de señoritas con el mismo nombre “Club de Básquetbol Atlas”, El nombre del equipo lo lleva en honor del Club Atlas de Guadalajara, originario de Jalisco México. El señor Urquía fue nombrado presidente en las primeras juntas directivas, hasta después que recayera la presidencia vitalicia. La sede de los clubes se encontraba en Barrio El Calvario, en la ciudad de Santa Rosa de Copán. El Atlas hizo su debut jugando encuentros locales de la Feria Patronal y seguidamente encuentros de fútbol con equipos de Copán Ruinas, Cucuyagua, Corquín, Nueva Arcadia, San Pedro Sula,  Gracias (Lempira), Santa Bárbara, entre otras localidades y luego saltaría a encuentros nacionales e internacionales en las repúblicas de Guatemala y El Salvador, el club era dirigido técnicamente, en ese entonces por el señor Enrique Pinel. 
El equipo de básquetbol realizaba sus participaciones en Torneos locales y departamentales, los que se jugaban en la cancha de la Escuela Jerónimo J. Reina y Escuela Manuel Bonilla. Por la década de los años 1970 el equipo de Básquetbol desapareció quedando únicamente el de fútbol, en la década de los 80 la sede cambio al local frente a la calle Centenario, Barrio El Centro, siendo el encargado el Perito Mercantil Germán Tabora y allí el presidente de turno señor J. Santos Valenzuela creó las categorías del club, premosquito (7-10 años), mosquito (infantil), juvenil y mayor respectivamente, según las nuevas reglas de la federación de fútbol.

### Equipación deportiva
Desde su fundación el club ha usado el uniforme de color blanco; camiseta, pantaloneta y medias.